# Dẻ Trung Bộ
Trung Bộ hay sồi đá Trung Bộ (danh pháp: Lithocarpus annamensis) là một loài thực vật có hoa trong họ Fagaceae. Loài này được (Hickel & A.Camus) Barnett mô tả khoa học đầu tiên năm 1944.